# Cuña del manto

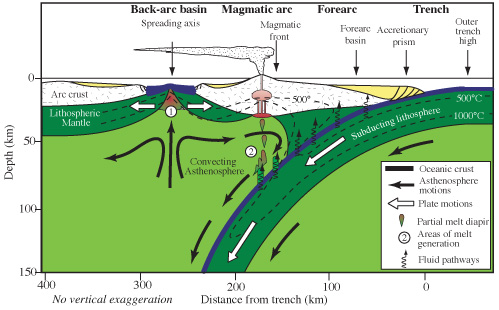
Diagrama del manto

En la geología la cuña del manto es la parte del manto terrestre que se encuentra sobre una o más placas tectónicas subducida y bajo la corteza terrestre de modo que, de perfil tiene toma forma de cuña. Partes de una cuña del manto pueden recibir fluidos acuosos provenientes de la placa subducida provocando su fusión parcial de peridotita así se origina el magma que puede terminar produciendo volcanes o plutones. 